# Federico del Campo

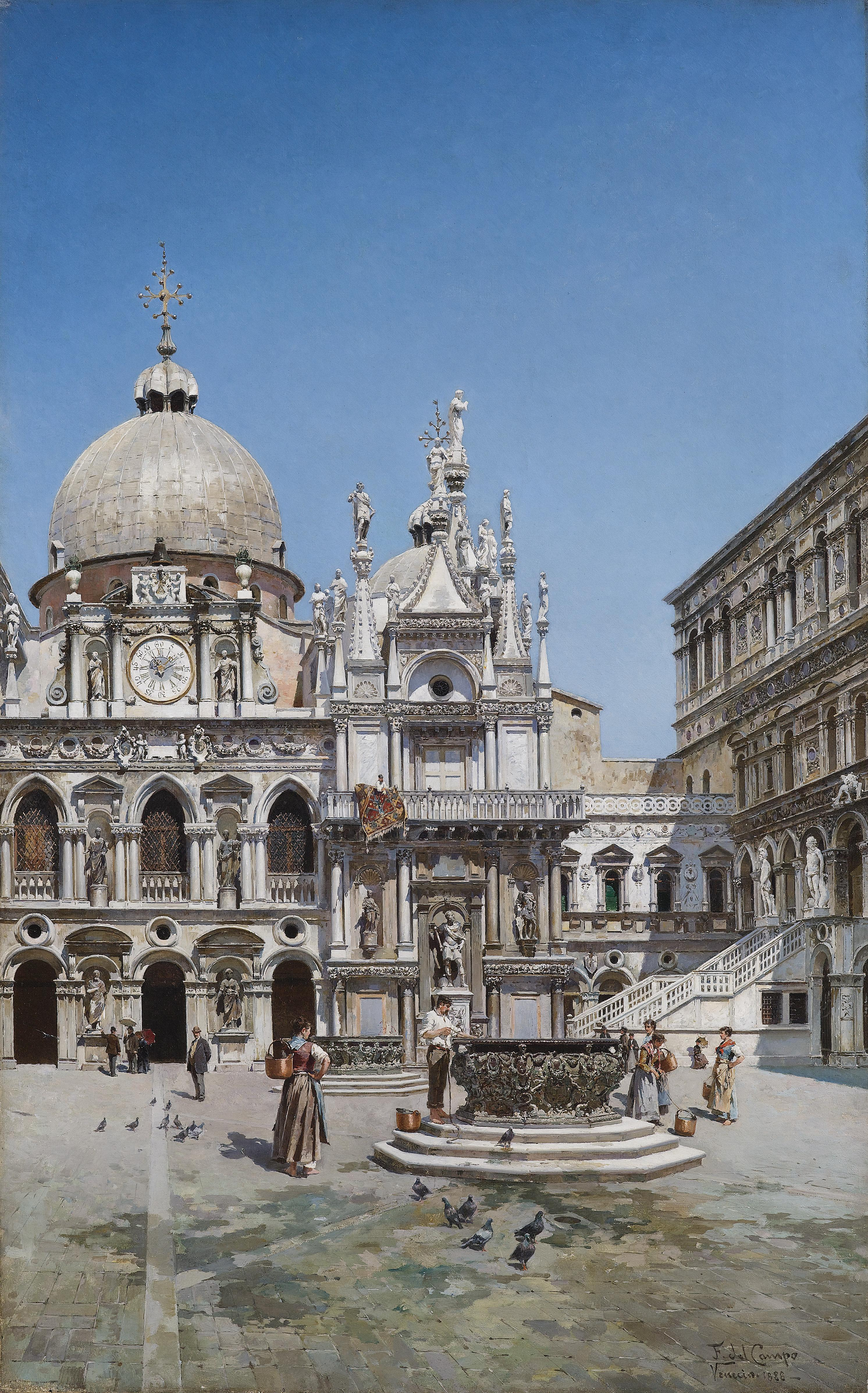
Patio del Palacio Ducal de Venecia, 1888, óleo sobre lienzo, 95 x 60 cm, colección privada.

Federico del Campo fue un pintor peruano nacido en Lima en 1837 y fallecido en Burdeos en 1923
La mayor parte de su carrera la desarrolló en Europa y se especializó en recrear paisajes de Venecia como El Gran Canal o la Catedral de San Marcos. Sus clientes habituales eran los nobles del Viejo Continente y los millonarios norteamericanos.
Muy pocos de sus cuadros se encuentran en su país natal. 